# Robert Grondelaers
Robert Grondelaers (Opglabbeek, 28 de febrer de 1933 – Opglabbeek, 22 d'agost de 1989) va ser un ciclista belga, que fou professional entre 1954 i 1962. El 1952 va guanyar dues medalles als Jocs Olímpics de Hèlsinki, una d'or en la contrarellotge per equips, junt a André Noyelle i Lucien Victor; i una de plata en la prova en línia.

## Palmarès
- 1951
  - 1r al Tour de la província de Namur
- 1952
  -  als Jocs Olímpics de Hèlsinki de la contrarellotge per equips (amb André Noyelle i Lucien Victor)
  -  als Jocs Olímpics de Hèlsinki de la prova en línia
- 1953
  - Vencedor d'una etapa al Tour of Britain